# Canadian Video Game Awards
A  Canadian Video Game Awards o evento celebra a posição do Canadá no cenário mundial como líder em entretenimento interativo. Os CVAs foram projetados desde o começo para ser "da indústria e para a indústria" com interesse no engajamento público e participação dos fãs.
A Canadian Video Game Awards é produzidos pela Reboot Communications e Greedy Productions e oficialmente aprovado pela Entertainment Software Association of Canada, Interactive Ontario e DigiBC. Os produtores são acompanhados por um conselho consultivo nacional de desenvolvedores e líderes da indústria canadense de entretenimento digital.